# Phạm Huy Dũng
Phạm Huy Dũng (sinh năm 1962) là một tướng lĩnh trong Quân đội nhân dân Việt Nam, hàm Trung tướng, Ông nguyên là Cục trưởng Cục Tác chiến Điện tử Quân đội nhân dân Việt Nam.

## Thân thế
Ông sinh năm 1962, quê quán ở xã Gia Ninh, huyện Quảng Ninh, tỉnh Quảng Bình, sinh sống ở huyện Bố Trạch, tỉnh Quảng Bình.

## Binh nghiệp
Trước năm 2014, Phạm Huy Dũng là Phó Cục trưởng Cục Tác chiến Điện tử Quân đội nhân dân Việt Nam.
Năm 2014, Phạm Huy Dũng được bổ nhiệm giữ chức Cục trưởng Cục Tác chiến Điện tử Quân đội nhân dân Việt Nam đồng thời thăng quân hàm Thiếu tướng.
Năm 2018, Phạm Huy Dũng được thăng quân hàm Trung tướng.
Ngày 09 tháng 5 năm 2022, ông nghỉ hưu.